# Samir Abasov
Samir Abasov (ur. 1 lutego 1978 w Sumgait, Azerbejdżan) – były azerski piłkarz występujący na pozycji obrońcy, obecnie trener. W reprezentacji Azerbejdżanu zadebiutował w 2004 roku. Do 8 listopada 2013 roku rozegrał w niej 46 meczów.